# Norbert Hofer
Norbert Hofer (Vorau, 2 maart 1971) is een Oostenrijks politicus voor de FPÖ. Hij is parlementslid en derde voorzitter in de Nationale Raad. Eerder was hij presidentskandidaat tijdens de Oostenrijkse presidentsverkiezingen (2016) en minister van Verkeer, Innovatie en Technologie in het kabinet-Kurz I (2017–2019). Tussen 2019 en 2021 was Hofer partijleider van de FPÖ.

## Politieke mandaten
Norbert Hofer was van 1997 tot 2007 lid van de gemeenteraad van Eisenstadt. Van 1994 tot 2006 stond hij aan het hoofd van de FPÖ in diezelfde stad.
In 2006 maakte hij de overstap naar de landelijke politiek door zitting te nemen in de Nationale Raad, het lagerhuis van het Oostenrijkse parlement. Daar werd hij op 23 oktober 2013 gekozen als derde voorzitter, een functie die hij ruim vier jaar bekleedde.
In april 2016 was Hofer namens zijn partij kandidaat bij de Oostenrijkse presidentsverkiezingen. Met 35% van de stemmen boekte hij in de eerste ronde een verrassend sterk resultaat, maar in de tweede ronde verloor hij nipt van De Groenen-kandidaat Alexander Van der Bellen.
Hofer werd op 18 december 2017 benoemd tot minister van Verkeer, Innovatie en Technologie in het kabinet-Kurz I, dat geleid werd door bondskanselier Sebastian Kurz (ÖVP). Het zogeheten Ibiza-schandaal bracht deze regering in mei 2019 echter ten val, waarbij alle FPÖ-ministers, en dus ook Hofer, hun ontslag indienden. De crisis leidde tevens tot het aftreden van Heinz-Christian Strache als partijleider van de FPÖ; Hofer nam hierop diens taken waar en werd in september 2019 ook officieel gekozen als de nieuwe partijleider. In diezelfde maand werden in Oostenrijk vervroegde parlementsverkiezingen gehouden, waarbij Hofer als lijsttrekker aantrad. De FPÖ leed een zwaar verlies en moest 20 van haar 51 zetels inleveren. De partij verdween in de oppositie. Hofer werd opnieuw lid van het parlement en ook opnieuw aangewezen als derde voorzitter. In juni 2021 gaf Hofer het partijleiderschap op en nam Herbert Kickl deze functie over.